# Segunda batalla de Polotsk
La segunda batalla de Polotsk (18-20 de octubre de 1812) tuvo lugar durante la invasión de Rusia por parte de Napoleón. En este encuentro, los rusos al mando del general Peter Wittgenstein atacaron y derrotaron a una fuerza franco-bávara al mando de Laurent de Gouvion Saint-Cyr. Como consecuencia de este éxito, los rusos tomaron Polotsk y desmantelaron las Invasión napoleónica de Rusia en Bielorrusia. La victoria de Wittgenstein preparó el escenario para la batalla del Berézina en noviembre, en la que tres ejércitos rusos convergieron sobre Napoleón desde direcciones distintas.

## Fondo
Mientras avanzaba hacia Moscú, Napoleón dejó un contingente de tropas francesas y alemanas en Polotsk para proteger su flanco norte contra Wittgenstein. El bastión defensivo francés en Polotsk, comandado alternativamente por St. Cyr y Oudinot y ubicado a unos 200 millas (321,9 km) al este de la frontera polaca y a unos 150 millas (241,4 km) al noroeste de Smolensk, fue extremadamente importante para Napoleón por varias razones.
Al establecer un frente firme en Polotsk, Napoleón mantuvo a raya al mando de Wittgenstein. Era crítico para los intereses franceses que a Wittgenstein no se le permitiera marchar hacia el sur, porque tal avance de los rusos llevaría a la Grande Armée de Napoleón, cientos de millas al este, a estar expuesta a un ataque en su retaguardia mientras estaba enfrentándose al principal ejército ruso cerca de Moscú. Tal desarrollo cortaría las comunicaciones de la Grande Armée con Europa y correría el riesgo de ser rodeada.
Además, la posición francesa en Polotsk era importante porque servía para proteger Vitebsk, que era uno de los tres depósitos de suministros masivos que Napoleón había establecido en la parte occidental del Imperio Ruso (hoy Bielorrusia). Estos tres depósitos de suministros, los otros dos Minsk y Smolensk, debían alimentar el esfuerzo bélico de Napoleón en el invierno en caso de que la Grande Armée necesitara continuar la campaña por más tiempo del previsto originalmente.
Durante el verano y principios del otoño de 1812, los rusos y los franceses se estancaron en Polotsk, lo que significaba que las tropas de St. Cyr estaban logrando su objetivo de mantener la "Línea Dwina". La primera batalla de Polotsk, un compromiso inconcluso librado en agosto, tuvo el efecto de mantener a raya al ejército de Wittgenstein y, por lo tanto, Napoleón la consideró un éxito.
Sin embargo, a mediados de octubre, el equilibrio de poder estratégico en Polotsk había cambiado drásticamente. La fuerza de Wittgenstein se había reforzado masivamente y ahora era numéricamente superior a la fuerza francesa a la que se enfrentaba. Wittgenstein en este momento estaba al mando de cerca de 50.000 soldados. Esta fuerza estaba compuesta por 31.000 soldados regulares y 9.000 milicianos en el propio Polotsk, y una segunda fuerza de 9.000 soldados al mando del general Steingal que operaba en la retaguardia y el flanco de Polotsk. Contra este gigante ruso, los franceses bajo St. Cyr no tenían más de 23.000 a 27.000 soldados. El 18 de octubre, Wittgenstein abrió su ofensiva contra la "Línea Dwina" francesa.

## Batalla

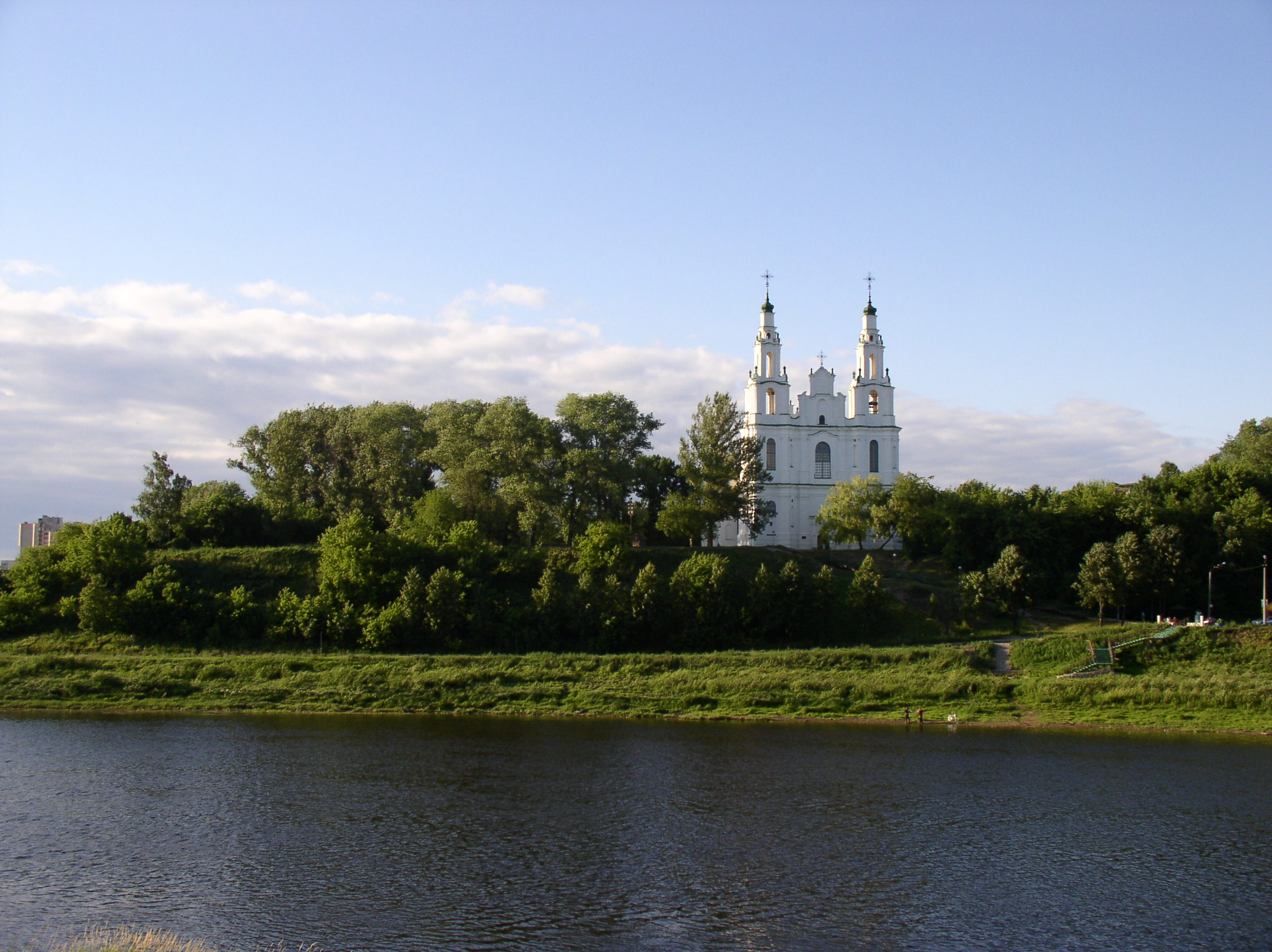
Vista moderna del río Dvina en Polotsk.

En el primer día de combate, los rusos realizaron siete asaltos frontales consecutivos a Polotsk, mientras que la fuerza de Steingal comenzó a avanzar hacia la retaguardia francesa. La lucha en Polotsk fue tórrida y sangrienta, con los franceses perdiendo cerca de 8.000 a 12.000 soldados y los rusos sufriendo alrededor de 8.000 bajas. Los siete ataques rusos fueron rechazados al final del día. St. Cyr podía afirmar haber ganado el primer round en esta amarga batalla, pero el asunto no había terminado. Al planear renovar su ataque una vez que llegaran las fuerzas de Steingal, Wittgenstein mantuvo un fuerte bombardeo de artillería sobre Polotsk, y en poco tiempo gran parte de la ciudad fue consumida por el fuego.
A última hora del día siguiente, 19 de octubre, Steingal avanzó a menos de cuatro millas (6 km) de Polotsk, y St. Cyr se dio cuenta de que estaba amenazado de ser rodeado. Esa noche, sabiendo que su posición era insostenible, los franceses comenzaron a evacuar Polotsk. Se produjo un feroz combate casa por casa en la ciudad cuando los rusos lanzaron su ataque final.
Actuando con decisión para asegurar la ruta de retirada sur de sus maltratadas fuerzas, St. Cyr ordenó a su contingente bávaro que hiciera retroceder a Steingal temprano al día siguiente, 20 de octubre. Los bávaros cumplieron esta tarea de manera impresionante, ya que Steingal se vio obligado aretirarse con numerosas bajas. Los franceses se salvaron así del cerco de los rusos, pero aun así, la batalla por Polotsk se había perdido.
Después de tres días de combate, las fuerzas de St. Cyr se habían reducido a no más de 15.000 soldados cansados, en plena retirada ante los 38.000 rusos de Wittgenstein. Dos semanas después, las tropas de Wittgenstein capturaron el depósito de suministros francés en Vitebsk, infligiendo un desastre logístico a la operación rusa de Napoleón, que colapsaba rápidamente. El frente norte de Napoleón, la "Línea Dwina", se rompió y las consecuencias de la invasión rusa de Napoleón fueron nefastas.